# Costus araneosus
Costus araneosus är en enhjärtbladig växtart som beskrevs av François Gagnepain. Costus araneosus ingår i släktet Costus och familjen Costaceae.
Artens utbredningsområde är Kongo. Inga underarter finns listade.